# Багаторядник списовидний
Багаторядник списоподібний, багаторядник списовидний (Polystichum lonchitis) — багаторічна трав'яниста рослина родини щитникові (Dryopteridaceae) з плоским відкритим пучком довгого вузького листя, яке напівлежить на землі, а навесні підіймається майже прямо з підземного кореневища. Етимологія: грец. λογχη — «спис», грец. -ιταϛ — суфікс, що вказує на зв'язок з іменником.

## Опис
Темно-зелене листя до 30 (60) см (включаючи черешок, який 1/10–1/6 від довжини пластина), 1-перисте. Найширша частина листа знаходиться приблизно в середині або трохи вище. Листові фрагменти довжиною до 3 або 4 см. Молоде листя значно світліше. Черешок вкритий коричневими лусочками. Спори темно-коричневого кольору. Хромосом: 2n = 82.

## Поширення
Зустрічається в холодних і помірних областях Північної півкулі (США, Канада, Гренландія, Європа (вкл. Україну) Кавказ, Марокко, Туреччина, північна Азія), переважно в гірських районах. Населяє ліси, ущелини, осипи і яри, кам'янисті, особливо вапняні вологі місця на висотах 0–3200 м.

## Галерея

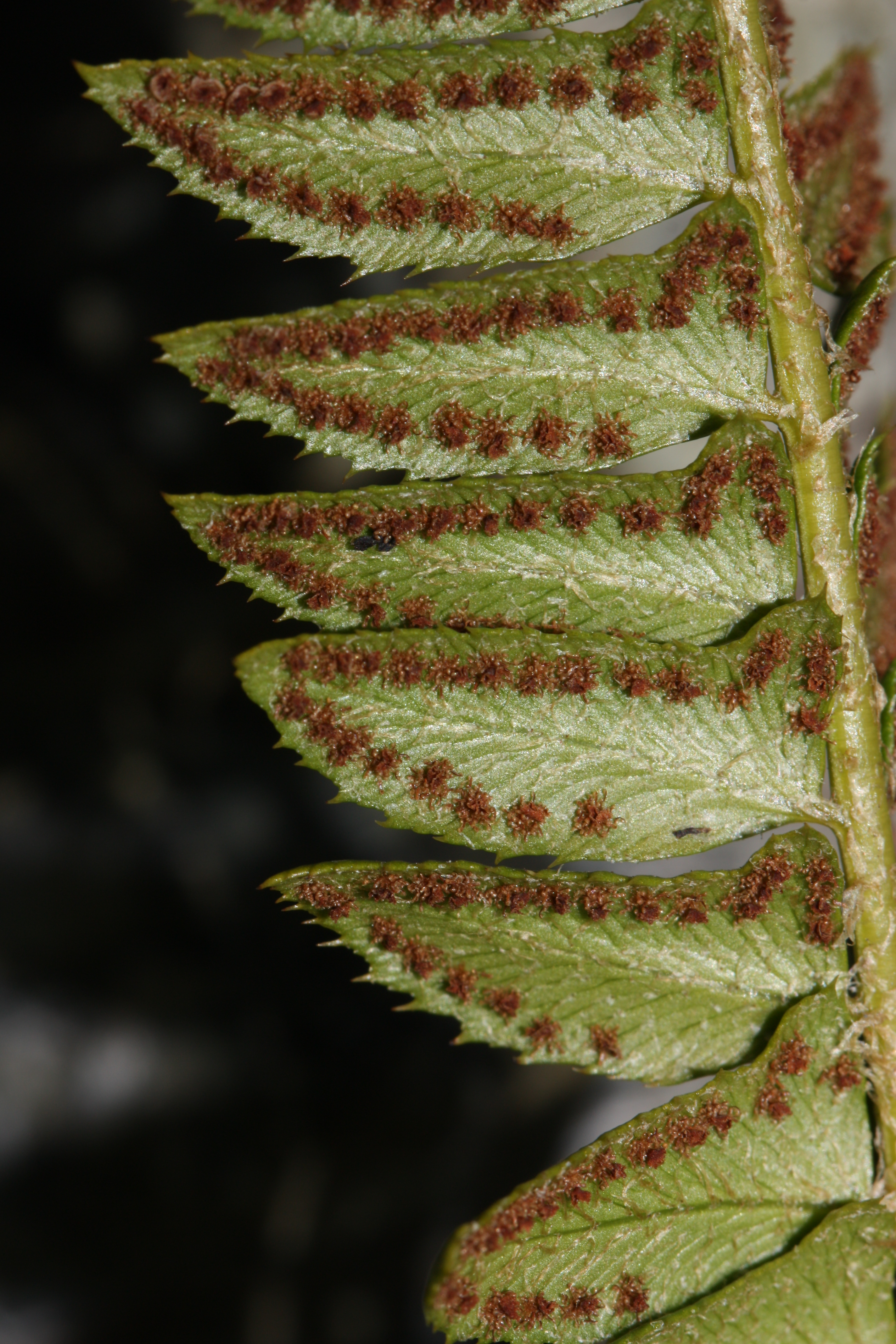
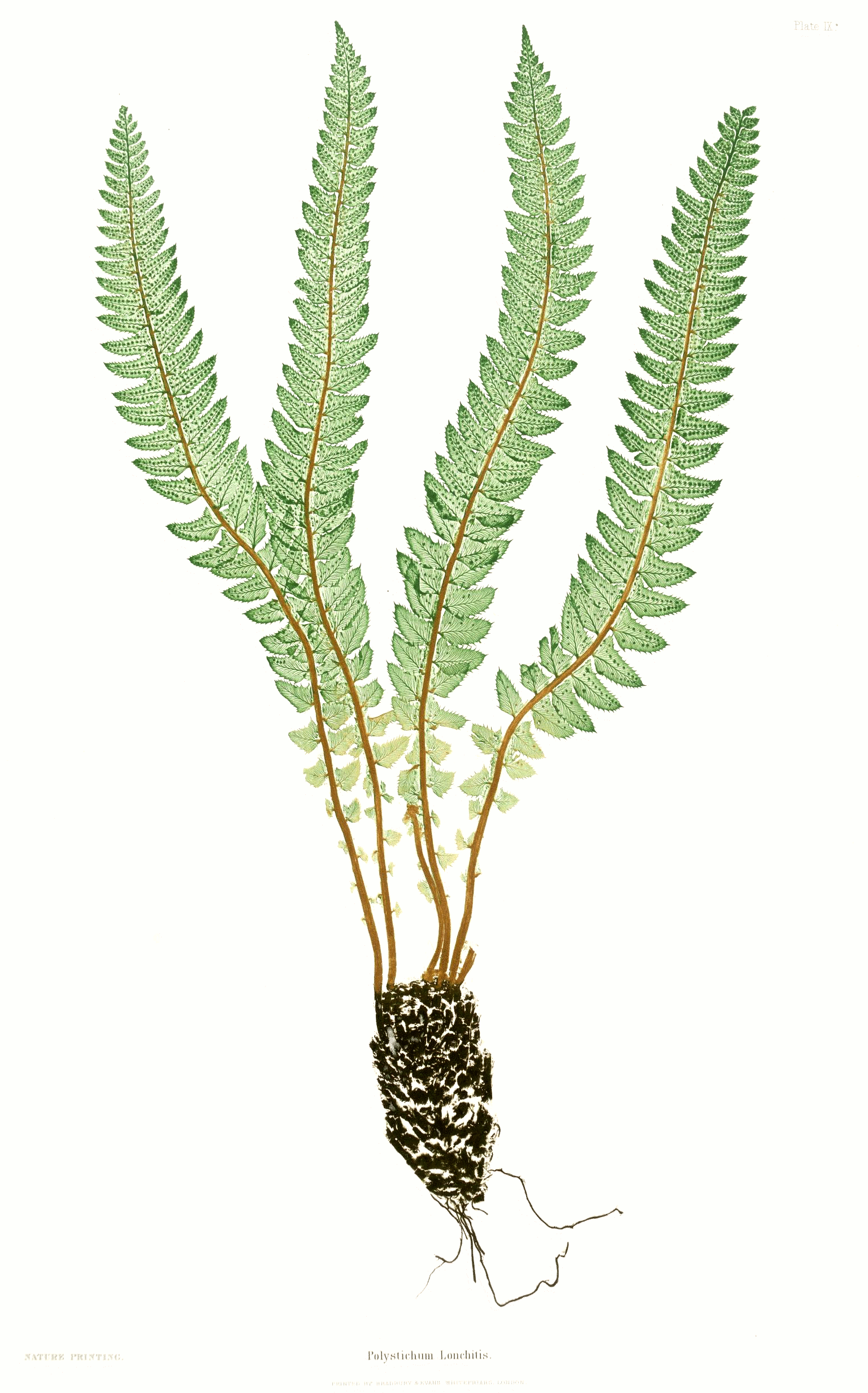